# المقزاع بني عنتر (خيران المحرق)

تعديل مصدري - تعديل

المقزاع بني عنتر هي إحدى قرى عزلة شرقي الخميسين بمديرية خيران المحرق التابعة لمحافظة حجة، بلغ تعداد سكانها 742 نسمة حسب تعداد اليمن لعام 2004.